# Diocese de Ensenada
A Diocese de Ensenada (em latim: Dioecesis Sinuensis) é uma diocese da Igreja Católica localizada no município de Ensenada, no estado da Baixa Califórnia, pertencente a Arquidiocese de Tijuana no México. Foi fundada em 26 de janeiro de 2007 pelo Papa Bento XVI. Com uma população católica de 351.152 habitantes, sendo 62,3% da população total, possui 32 paróquias com dados de 2021.

## História
Em 26 de janeiro de 2007 o Papa Bento XVI cria a Diocese de Ensenada através do território da Arquidiocese de Tijuana e da Diocese de Mexicali.

## Lista de bispos
A seguir uma lista de bispos desde a criação da diocese em 2007.
|                    | Nome                      | Período            | Notas                      |
| Bispos de Ensenada | Bispos de Ensenada        | Bispos de Ensenada | Bispos de Ensenada         |
| ------------------ | ------------------------- | ------------------ | -------------------------- |
| 2º                 | Rafael Valdéz Torres      | 2013 - atual       |                            |
| 1º                 | Sigifredo Noriega Barceló | 2007 - 2012        | Nomeado bispo de Zacatecas |